# 中国国际象棋协会
中国国际象棋协会（英語：Chinese Chess Association，简称）是中华人民共和国的半官方全国性体育组织，为中华全国体育总会下辖的单项体育运动协会，成立于1962年。

## 历史
中国象棋协会（含国际象棋）于1962年成立。
1975年，中国象棋协会加入国际棋联。
1986年，中国国际象棋协会独立，时任国家体委四司司长洪林出任首任主席。
2002年，国家体育总局正式批准成立了国际象棋国家队。
2020年8月31日，根据国家发展改革委《关于全面推开行业协会商会与行政机关脱钩改革的实施意见》（发改体改〔2019〕1063号），原由国家体育总局主管的中国国际象棋协会与国家体育总局分离，依法直接登记、独立运行，剥离行政职能，不再设置业务主管单位。取消对行业协会的直接财政拨款，通过政府购买服务等方式支持其发展。全面实行劳动合同制度，依法依章程自主招聘工作人员。

## 历任主席
中国国际象棋协会历任主席为：
- 洪林（1986年－1988年）
- 陈祖德（1988－1990年）
- 马贵田（1990年－1996年）
- 陈祖德（1996年－2009年）
- 褚波（2009年－2012年）
- 杨俊安（2012年－）

原中央政治局委员、国务委员李铁映于1993年起出任中国国际象棋协会名誉主席。